# Marija Madžarević
Marija Madžarević est une karatéka serbe née le 18 février 1988 et originaire de Novi Sad. Elle est surtout connue pour avoir remporté une médaille de bronze en kata individuel féminin aux championnats du monde de karaté 2008 à Tōkyō, au Japon.

## Résultats
| Résultat           | Date             | Épreuve         | Catégorie | Compétition                                  | Ville hôte          |
| ------------------ | ---------------- | --------------- | --------- | -------------------------------------------- | ------------------- |
| Médaille d'argent  | 15 février 2008  | Kata individuel | Juniors   | Championnats d'Europe juniors et cadets 2008 | Trieste, en Italie  |
| 5e place           | 2 mai 2008       | Kata individuel | Seniors   | Championnats d'Europe 2008                   | Tallinn, en Estonie |
| Médaille de bronze | 14 novembre 2008 | Kata individuel | Seniors   | Championnats du monde 2008                   | Tōkyō, au Japon     |